# Swetlana Gennadjewna Scharawina
Swetlana Gennadjewna Scharawina (russisch Светлана Геннадьевна Жаравина; * 3. Mai 1991) ist eine russische Naturbahnrodlerin. Sie nahm in der Saison 2009/2010 erstmals an Weltcuprennen und internationalen Juniorenmeisterschaften teil.

## Karriere
Swetlana Scharawina nahm am 20. Dezember 2009 an ihrem ersten und in der Saison 2009/2010 einzigen Weltcuprennen teil. Im russischen Nowouralsk belegte sie unter elf Starterinnen den achten Platz. Fünf Wochen später folgte die Teilnahme an der Juniorenweltmeisterschaft 2010 in Deutschnofen. Dort erzielte sie unter 15 gewerteten Rodlerinnen den neunten Platz. Im nächsten Winter war Scharawinas einziger internationaler Wettkampf die Junioreneuropameisterschaft 2011 in Laas. Sie erreichte als beste Russin den sechsten Platz.
Im Jahr 2012 nahm Schwarawina an der Europameisterschaft in Nowouralsk teil, bei der sie unter 16 gewerteten Rodlerinnen den 13. Platz belegte. Unmittelbar vor der WM nahm sie auch am Weltcuprennen in Nowouralsk, ihrem einzigen in der Saison 2011/2012, teil. Unter 15 Teilnehmerinnen fuhr sie auf Platz zehn.

## Erfolge

### Europameisterschaften
- Nowouralsk 2012: 13. Einsitzer

### Juniorenweltmeisterschaften
- Deutschnofen 2010: 9. Einsitzer

### Junioreneuropameisterschaften
- Laas 2011: 6. Einsitzer

### Weltcup
- 2 Top-10-Platzierungen in Weltcuprennen